# Erasmoneura variabilis
Erasmoneura variabilis är en insektsart som först beskrevs av Beamer 1929.  Erasmoneura variabilis ingår i släktet Erasmoneura och familjen dvärgstritar. Inga underarter finns listade i Catalogue of Life.